# Steve Bendelack
Steve Bendelack est un réalisateur et directeur des effets spéciaux britannique.

## Filmographie

### Réalisateur
- 1984 : Spitting Image
- 1991 : Winjin' pom
- 1991 : Newman and Baddiel Live at the Shaftesbury Theatre
- 1992 : Newman and Baddiel: History Today
- 1992 : Frank Skinner Live
- 1993 : Newman and Baddiel: Live and in Pieces
- 1994 : Peter et le Loup
- 1995 : The Saturday Night Armistice
- 1995 : Fist of Fun
- 1996 : Lee and Herring live
- 1996 : Never Mind the Buzzcocks
- 1999 : Dark ages
- 1998 : The Royle Family
- 1999 : French and Saunders
- 2001 : Randall and Hopkirk
- 2001 : The League of Gentlemen: Live at Drury Lane
- 2002 : Ted et Alice
- 2002 : The annual BARFTA Awards
- 2003 : Little Britain
- 2005 : The League of Gentlemen's Apocalypse
- 2007 : Les Vacances de Mr. Bean

### Directeur des effets spéciaux
- 1989 : Clive Anderson Talks Back
- 1990 : The Mary Whitehouse Experience